# 名村幸太朗
名村 幸太朗（なむら ゆきたろう、1978年2月13日 - ）は、日本の男性声優。本名は名村 幸太郎（読み同じ）。東京都出身。ケンユウオフィス所属。

## 略歴
『キン肉マン』のキン肉マン役の神谷明の名前をエンディングで見て、翌日『北斗の拳』でケンシロウの名前を見ていたところ、「あれ、キン肉マンとケンシロウの横に同じ人の名前が書いてある、何で?」と疑問に思った。その後、母に訪ねて、理由を教えてくれて、職業としての声優を知った。その頃は、声優になるとは夢にも思っていなかったという。
81プロデュース演技研究所、talk back出身。
以前は81プロデュースに所属していた。

## 人物
出演作によってはクレジット表記が名村幸太郎や名村幸一郎になっている。
ブログプロフィールでも名村幸太朗を本名としているものの、実際には2008年3月21日付けの本人のブログでの記述によれば名村幸太郎が本名で名村幸太朗が芸名。本名に近いものから画数で選んだという。
特技はベース。趣味は音楽鑑賞、古本屋めぐり、カラオケ。

## 出演
太字はメインキャラクター。

### テレビアニメ
2004年
- 最遊記RELOAD GUNLOCK（妖怪）

2007年
- 怪物王女（フランダース、下層吸血鬼B、男）

2008年
- 一騎当千 Great Guardians（闘士A）
- 狼と香辛料（農夫C、守門、案内役、追手、商人、警備兵、司祭、商人A）
- 仮面のメイドガイ（乳クラブ・植芝、轟源二、審判）

2009年
- 狼と香辛料II（地元商人、商人、行商人A、商人B、客、任官、主人、商会の男、クース）
- 花咲ける青少年（警官、ナムカ）
- PandoraHearts（ジャッジ）

2010年
- ケロロ軍曹（男子生徒）
- COBRA THE ANIMATION（ギルド兵、穴居人）
- 閃光のナイトレイド

2011年
- レベルE（岩田、警告音声、管理人、イイダチ王、密猟者）

2019年
- からくりサーカス（黒賀衆）

### 劇場アニメ
- 手塚治虫のブッダ -赤い砂漠よ!美しく-（2011年）
- 豆富小僧（2011年）

### ゲーム
2004年
- ルパン三世 コロンブスの遺産は朱に染まる（警備員B）

2007年
- 機動戦士ガンダム MS戦線0079（レオ・ブラウアー少尉）

2009年
- 仮面のメイドガイ ボヨヨンバトルロワイアル（乳クラブ・植芝）
- はじめて戦国王子（真田幸村）

2012年
- Borderlands 2（ゼロ）

2015年
- PROJECT X ZONE 2:BRAVE NEW WORLD（ドラック、変異種トライバル、強化忍・草、首狩人、首無し皇帝、カマイタチ、亡霊兵士〈剣・弓〉、屍兵〈ゾンビ・マミー〉）
- クイズRPG 魔法使いと黒猫のウィズ（ヴィラム・オルゲン）

2017年
- キャプテン翼〜たたかえドリームチーム〜（石田鉄男）

2019年
- Borderlands 3（ゼロ）

2020年
- 龍が如く7 光と闇の行方 （道野調）
- ファイナルファンタジーVII リメイク

2021年
- Far Cry 6(カルロス・モンテロ)

2022年
- ダイイングライト2 ステイ ヒューマン（アイトール)

2024年
- ファイナルファンタジーVII リバース

2025年
- Honor of Kings（大司命）

### ラジオドラマ
- シヴァタントリズム（アグニ）

### ドラマCD
2003年
- ハーレムビートは夜明けまで2（男子1、男性3）
- ENDLESS LOVE（生徒2）

2004年
- プレミア-春を抱いていた SPECIAL-（沢田）
- 極妻のススメ（組員1）
- あやかし草紙（男子C）
- 最遊記 WISH〜金閣・銀閣篇〜（役名なし）
- しあわせにできる2（長山）

2005年
- 罪なくちづけ（車掌、刑事A）
- カジノ・リリィ（ディーラー）
- 気まぐれシェフの恋のレシピ（山本）
- キミに可愛がられたい!（宇野）

2006年
- しあわせにできる4（社員）
- ロマンスは白衣のままで（医者）
- 暗闇の封印1 邂逅の章（役名なし）

2007年
- あしたのきみはここにいない（東堂）

### 吹き替え

#### 担当俳優
ブランドン・マイケル・スミス
- サニー with チャンス（ニコ・ハリス）
  - めっちゃ ソー・ランダム（ニコ・ハリス）

- スターにアイ・ラブ・ユー（スタピー）
- レット・イット・シャイン（ブリング）

#### 映画
- 運命を分けたザイル2（ヴィリー・アンゲラー）
- エアベンダー
- エクスペンダブルズ
- 家門の危機
- ゴジラ キング・オブ・モンスターズ（マンシーニ〈ランディ・ヘイヴンズ〉[11]）
- ザ・チャレンジ（チャールズ）
- 新・上海グランド（チャンクイ）
- ノウイング
- パーフェクト・ゲッタウェイ
- ハリウッド・スキャンダル（フランク・フォーブス〈オールデン・エアエンライク〉）
- バレッツ
- 風林高
- ラヴァーズ プレイヤー（詩人）
- ワイルド・カード（ミンギ）

#### ドラマ
- アグリー・ベティ（マリク）
- WITHOUT A TRACE/FBI 失踪者を追え!（リッチ）
- ヴェロニカ・マーズ（ホーナス）
- エージェント・オブ・シールド（アントニー・トリプレット〈B・J・ブリット〉）
- お願い!プレイメイト
- オンエアー（イム監督）
- カイルXY（スキーター）
- グッド・ワイフ（マッキーオン）
- クローザー（カメラマン）
- 恋のからさわぎ（ブラッド）
- ザ・パシフィック
- 三国志 Three Kingdoms（関平）
- ジェリコ 閉ざされた街（テッド）
- ディフェンダーズ 闘う弁護士
- 100日の郎君様（トンジュ〈ト・ジハン〉[12]）
- HEY!レイモンド
- 弁護士イーライのふしぎな日常（クリス）
- マイ・プリンセス
- 名探偵モンク6（保安官）※DVD版では7
- メリは外泊中（リノ）
- ヤング・スーパーマン
- ライ・トゥ・ミー 嘘は真実を語る（ジェイク）
- ロードナンバーワン（サングク、チャンシク）
- LOST（ダンカン）